# 馮相
馮相（1469年—？），字良弼，直隸真定府欒城縣人，校尉籍，明朝政治人物。

## 生平
成化二十二年（1486年）丙午科順天府鄉試第二十六名舉人，弘治十二年（1499年）己未科會試第五十七名，三甲八十二名進士。授山東萊州府推官。擢戶部主事、員外郎，陞河南僉事。有《延生至寶》十卷行世。

## 家族
曾祖馮友諒，知縣；祖馮端；父馮銘，训导。母施氏。具庆下。弟馮橒。